# Zdzisław Kordel
Zdzisław Kordel (ur. 1950, zm. 4 czerwca 2023) – polski profesor nauk ekonomicznych, wykładowca akademicki.

## Życiorys
W 2004 uzyskał tytuł profesora nauk ekonomicznych. Został zatrudniony na stanowisku profesora w Instytucie Geografii na Wydziale Oceanografii i Geografii Uniwersytetu Gdańskiego, w Instytucie Geografii Społeczno-Ekonomicznej i Gospodarki Przestrzennej na Wydziale Nauk Społecznych Uniwersytetu Gdańskiego, w Pomorskiej Wyższej Szkole Polityki Społecznej i Gospodarczej w Starogardzie Gdańskim, w Katedrze Turystyki i Rekreacji na Wydziale Turystyki i Rekreacji Akademii Wychowania Fizycznego i Sportu im. Jędrzeja Śniadeckiego w Gdańsku, oraz w Gdańskiej Szkole Wyższej.
Był profesorem zwyczajnym w Katedrze Logistyki na Wydziale Ekonomicznym Uniwersytetu Gdańskiego, w Instytucie Transportu Samochodowego, w Katedrze Transportu, Spedycji i Logistyki na Wydziale Społecznym i Ekonomicznym Wyższej Szkole Gospodarki w Bydgoszczy, w Katedrze Ekonomiki Turystyki na Wydziale Turystyki i Rekreacji Akademii Wychowania Fizycznego i Sportu im. Jędrzeja Śniadeckiego w Gdańsku, w Pomorskiej Szkole Wyższej w Starogardzie Gdańskim i w Gdańskiej Wyższej Szkole Administracji.
Pełnił funkcję dyrektora Katedry Turystyki i Rekreacji, oraz dziekana na Wydziale Turystyki i Rekreacji Akademii Wychowania Fizycznego i Sportu im. Jędrzeja Śniadeckiego w Gdańsku i rektora w Pomorskiej Szkole Wyższej w Starogardzie Gdańskim.

## Wyróżnienia
- 2007: Złota Odznaka Honorową „Zasłużony dla ZMPD”[3]